# Effetto Poynting-Robertson
Quando la radiazione investe un meteoroide, essa è riemessa isotropicamente. Tuttavia dato che il meteoroide si muove ad una velocità non nulla rispetto al Sole, per effetto Doppler la radiazione emessa in direzione del moto è spostata verso il blu mentre quella emessa in direzione opposta al moto risulta spostata verso regioni dello spettro più rosse. Come risultato, la forza comunicata alla particella dalla radiazione spostata verso il blu, che ha momento meccanico maggiore di quella arrossata, agisce in direzione opposta alla velocità del meteoroide, frenando la particella. 
Questa forza è chiamata effetto Poynting-Robertson.
Tale effetto è molto piccolo, dell'ordine della cosiddetta “pressione di radiazione” e risulta trascurabile il suo contributo al moto di particelle in brevi intervalli di tempo o al moto dei meteoroidi che hanno massa considerevole, ma diventa molto rilevante su lunghi intervalli di tempo e per particelle di dimensioni dell'ordine dei micron. Agisce, infatti, sull'energia rotazionale, accorciando il semiasse maggiore dell'orbita e permettendo alle particelle di muoversi in regioni dove altri effetti dinamici, come le risonanze planetarie, possono avere effetto.
Matematicamente la forza si esprime con la seguente formula:
{\displaystyle F_{PR}=-{\frac {SA}{c^{2}}}\ 2V_{r}-V_{t}}
dove S è il flusso del Sole alla distanza r, c è la velocità della luce, {\displaystyle V_{r}} e {\displaystyle V_{t}} sono rispettivamente la velocità eliocentrica radiale e trasversale del meteoroide. Rispetto all'effetto Yarkovsky, la forza esercitata dall'effetto Poynting-Robertson è {\displaystyle 10^{3}-10^{4}} volte meno intensa, tuttavia la direzione casuale dell'effetto Yarkovsky attenua il suo ruolo rispetto alla forza più piccola, ma unidimensionale, dell'effetto Poynting-Robertson.
A seconda delle dimensioni e delle masse delle particelle che compongono la materia interplanetaria i rapporti tra questi tipi di forze possono variare, contribuendo così alla distribuzione dei meteoroidi nel sistema solare.
L'effetto Poynting-Robertson è importante per particelle di dimensioni che vanno da circa un micron fino a qualche centimetro, mentre per corpi di dimensioni da 0,1 a 100 metri è invece  l'effetto Yarkovsky a diventare predominante. 
L'azione di queste forze è anche importante perché aiuta gli astronomi a descrivere l'evoluzione degli sciami meteorici in relazione alla vita dei loro corpi progenitori.